# Hueber Verlag
Der Hueber Verlag ([ˈhuːbɐ], bair. [ˈhuːbər], [ˈhʊa̯ba] bzw. [ˈhʊa̯va]) mit Sitz in München ist ein internationales Familienunternehmen und einer der führenden Fremdsprachenverlage für Lehr- und Unterrichtsmaterialien in der Erwachsenen- und Weiterbildung. Über 30 Sprachen werden aktuell mit Hueber-Materialien vermittelt. Lehrwerke und Selbstlernmaterialien, Lexika, Wortschätze und Grammatiken, Hörbücher und Lektüren sowie Fachliteratur sind Programmbestandteil. Weltweit marktführend ist Hueber im Bereich Deutsch als Fremdsprache.

## Unternehmensstruktur
Der Hueber Verlag beschäftigt 150 Mitarbeiter weltweit (Stand: Juni 2013) und hat seinen Sitz seit November 2013 in München. Neben dem Stammsitz in Bayern besitzt der Verlag 12 Vertriebsbüros weltweit sowie zwei Tochterfirmen im Ausland. Die Auslieferung der Verlagsprodukte erfolgt seit April 2014 durch den Verlegerdienst in Gilching. Die Leitung des Verlags obliegt den drei Geschäftsführerinnen Michaela Hueber, Christiane Heidrich und Sylvia Tobias. Michaela Hueber führt den Verlag in dritter Generation seit 1986.

## Geschichte
Max Hueber, Inhaber der seit 1911 bestehenden Universitätsbuchhandlung in der Münchner Amalienstraße, gründete 1921 den Max Hueber Verlag. Mit dem Romanisten Helmut Hatzfeld entwickelte Max Hueber 1922 das erste Projekt zur Interpretation französischer Texte. Aus dem Bereich der Romanistik kamen auch weitere Autoren des jungen Verlages. Ende der 20er Jahre wurden Theologie und Philosophie als weitere Verlagsgebiete hinzugenommen. Bis zum Zweiten Weltkrieg waren einige hundert Titel erschienen.
1943 wurde der gesamte Verlagsbestand zerstört; bis 1949 ruhte die Verlagsarbeit. 1949 baute Ernst Hueber, Sohn des Verlagsgründers, den Verlag wieder auf. Fremdsprachen wurden in das Programm aufgenommen. Sie bildeten in den folgenden Jahren den Schwerpunkt der Verlagsarbeit.
Die „Deutsche Sprachlehre für Ausländer“ von Dora Schulz und Heinz Griesbach war 1955 ein Meilenstein in der Verlagsgeschichte: Das erste Kapitel für den erfolgreichen Verlagszweig Deutsch als Fremdsprache war geschrieben. Ebenfalls ab 1955 war Ernst Hueber maßgeblich an der Entwicklung des Goethe-Instituts beteiligt.[Quelle?] Die Vermittlung der deutschen Sprache wurde zum zentralen Anliegen von Hueber.
Zusammen mit dem Volkshochschul-Verband wurde 1964 ein fundiertes System für zielorientiertes Lernen entwickelt. Das Sprachprogramm des Verlages wuchs stetig und erforderte personelle und räumliche Erweiterung. Das Stammgebäude in der Münchener Amalienstraße wurde zu eng, der Max Hueber Verlag zog deshalb 1970 in ein neues Verlagsgebäude nach Ismaning im Münchner Norden. 1976 wurde das erste Informationszentrum für Sprachlehrkräfte in Düsseldorf eröffnet, das als Ausstellungsfläche und als Ort der Begegnung und des Austausches dienen sollte.
Auf dem Höhepunkt seines verlegerischen Schaffens verstarb Ernst Hueber 1977 im Alter von nur 53 Jahren. Das Unternehmen wurde übergangsweise von Ilse Hueber, seiner Schwester, weitergeführt. Im Jahr 1986 übernahm Michaela Hueber, Tochter von Ernst Hueber, als geschäftsführende Gesellschafterin und Verlegerin die Leitung des Unternehmens.
Zwischen 1989 und 1992 wuchs die Bedeutung des Max Hueber Verlages mit der zunehmenden Zahl an Aussiedlern aus den östlichen Ländern, die die deutsche Sprache erlernen wollten. Gleichzeitig baute der Verlag durch Kooperationen, Firmenbeteiligungen bei ausländischen Partnern und Gründung eigener Firmen im Ausland seine Marktstellung aus. Der "Verlag für Deutsch" mit seinem hoch spezialisierten Angebot in den Bereichen Grammatik, Selbstlernen und Zusatzmaterialien wurde 1991 zu 100 Prozent an die Hueber-Gruppe angegliedert. 1993 wurde ein Informationszentrum in München eröffnet, das sich in unmittelbarer Nähe des Goethe-Instituts befindet.
Ab dem Jahr 1996 wurden CD-ROMs für das interaktive Lernen am PC sowie zahlreiche Produkte speziell für das Selbststudium entwickelt. Im Zentrum der Bundeshauptstadt Berlin wurde das dritte Hueber-Informationszentrum eröffnet.
Mit der Zielvorgabe „Bündelung der Kräfte“ und „Ausbau der Marktführerschaft im Segment Deutsch als Fremdsprache“ entschloss sich die Unternehmensleitung im Jahr 2000 für eine Konzentration auf die Marke Hueber und integrierte den Verlag für Deutsch in den Max Hueber Verlag.
Mit zahlreichen Aktionen unter dem Motto „Sprachen überwinden Grenzen“ gedachte der Max Hueber Verlag 2005 seines Pioniers Ernst Hueber (1923–1977), der 1955 mit der Herausgabe des legendären „Schulz/Griesbach“ einen Meilenstein in dem noch jungen Unterrichtsfach Deutsch als Fremdsprache gesetzt hatte. Die „Deutsche Sprachlehre für Ausländer“, die binnen kürzester Zeit zum Standardlehrwerk und weltweiten Bestseller avancierte, begründete die Erfolgsgeschichte des Verlages als führender Anbieter von Lehrmaterialien im Bereich Deutsch als Fremdsprache.
Zehn Jahre nach der letzten grundlegenden Änderung trat der Hueber Verlag 2006 mit neuer Dachmarke auf. Eine Weiterentwicklung des Logos, eine eigene Hausschrift und der Slogan „Freude an Sprachen“ bilden die neue Markenarchitektur. Im Zuge des neuen Markenauftritts firmierte der Max Hueber Verlag nun als Hueber Verlag. Im November 2013 kehrte der Verlag nach 42 Jahren in Ismaning wieder zurück nach München, und zwar in die Baubergerstr. 30 im Stadtteil Moosach. Digitale Unterrichtspakete, interaktive Kursbücher und Materialien für Moodle festigen seit 2012 die Rolle des Verlags im Bereich Methodik und Fremdsprachendidaktik. Zum 1. Januar 2014 übernahm Hueber das Verlagsportfolio der digital publishing AG und ergänzte dadurch sein Sortiment um weitere Sprachlernsoftware, Audiokurse und Hörbücher. Neue Wege ging der Verlag seit April 2014 auch beim Thema Distribution: Der Verlegerdienst in Gilching bei München hat die komplette Auslieferung des Programms von Hueber und seinen Partnern übernommen.
Durch die COVID-19-Pandemie sank 2020 der Umsatz nach Verlagsangaben um ca. 25 %, wobei die digitalen Medien für das ortsungebundene Sprachenlernen stärker als zuvor nachgefragt wurden. 2021 feierte der Verlag sein 100-jähriges Bestehen und 35 Jahre der Verlagsleitung durch Michaela Hueber.

## Kooperationen
Der Hueber Verlag kooperiert seit vielen Jahren mit verschiedenen Partnern, die das Hueber-Portfolio ergänzen und bereichern: Mit Macmillan, dem weltweit führenden Anbieter von Titeln im Bereich Englisch als Fremdsprache verbindet Hueber seit Jahren eine enge Partnerschaft.
Seit 2007 besteht eine Vertriebskooperation zwischen Hueber und Auralog für den deutschen und österreichischen Buchhandel. Auralog ist ein Spezialist für Sprachlernsoftware und konnte als erster Anbieter eine ausgereifte Spracherkennungstechnologie in seine Produkte integrieren. Im Jahr 2008 haben Hueber und das Elektronikunternehmen Casio ihre Vertriebs- und Marketingaktivitäten im Bereich elektronische Wörterbücher gebündelt. Die elektronischen Wörterbücher der EX-word-Serie werden seitdem von Hueber im deutschen Buchhandel vertrieben. Seit Anfang 2010 vertreibt Hueber weltweit die mehrsprachigen Kinderbücher von Edition bi:libri. Die Sprach- und Reisespiele von Grubbe Media sind seit Mai 2014 Programmbestandteil von Hueber. Im Fremdsprachenbereich bestehen langjährige Kooperationen u. a. mit den französischen Verlagen Hachette und Clé. Eine weltweite Kooperation für Italienisch als Fremdsprache existiert mit Alma Edizioni. Seit Anfang 2014 erfolgte weiterhin eine intensive Zusammenarbeit mit Sgel im Spanisch-Segment.